# Halarchaeum
Genre
Espèces de rang inférieur
- Halarchaeum acidiphilum
- Halarchaeum salinum
- Haloarchaeum solikamskense

Halarchaeum est un genre d'archées halophiles de la famille des Halobacteriaceae.